# Varenne (Mayenne)
Die Varenne (im Oberlauf auch: Morin) ist ein etwa 60 km langer Fluss im Norden Frankreichs, der in den Regionen Normandie und Pays de la Loire verläuft. Auf ihrem Weg durchquert die Varenne die Départements Orne und Mayenne.

## Verlauf
Die Varenne entspringt im Gemeindegebiet von Landigou, entwässert hauptsächlich in südwestlicher und südlicher Richtung, durchquert große Teile des Regionalen Naturparks Normandie-Maine und mündet nach rund 60 Kilometern beim Ort Vaux im Gemeindegebiet von Ambrières-les-Vallées als rechter Nebenfluss im Staubereich der Barrage de Saint-Fraimbault-de-Prières in die Mayenne.

## Orte am Fluss
| Département Orne - Échalou - Messei - Le Châtellier - Domfront - Torchamp - Soucé | Département Mayenne - Ambrières-les-Vallées |